# Варта-Болеславецька (гміна)
Гміна Варта-Болеславецька (пол. Gmina Warta Bolesławiecka) — сільська гміна у південно-західній Польщі. Належить до Болеславецького повіту Нижньосілезького воєводства.
Станом на 31 грудня 2011 у гміні проживало 8370 осіб.

## Площа
Згідно з даними за 2007 рік площа гміни становила 110.90 км², у тому числі:
- орні землі: 66.00%
- ліси: 20.00%

Таким чином, площа гміни становить 8.51% площі повіту.

## Населення
Станом на 31 грудня 2011:
| Опис     | Загалом | Загалом | Чоловіки | Чоловіки | Жінки | Жінки |
| -------- | ------- | ------- | -------- | -------- | ----- | ----- |
| одиниця  | осіб    | %       | осіб     | %        | осіб  | %     |
| все      | 8370    | 100     | 4176     | 49.89    | 4194  | 50.11 |
| міське   | 0       | 100     | 0        |          | 0     |       |
| сільське | 8370    | 100     | 4176     | 49.89    | 4194  | 50.11 |

## Сусідні гміни
Гміна Варта-Болеславецька межує з такими гмінами: Болеславець, Хойнув, Ґромадка, Львувек-Шльонський, Пельґжимка, Заґродно.